# Prästens badkar

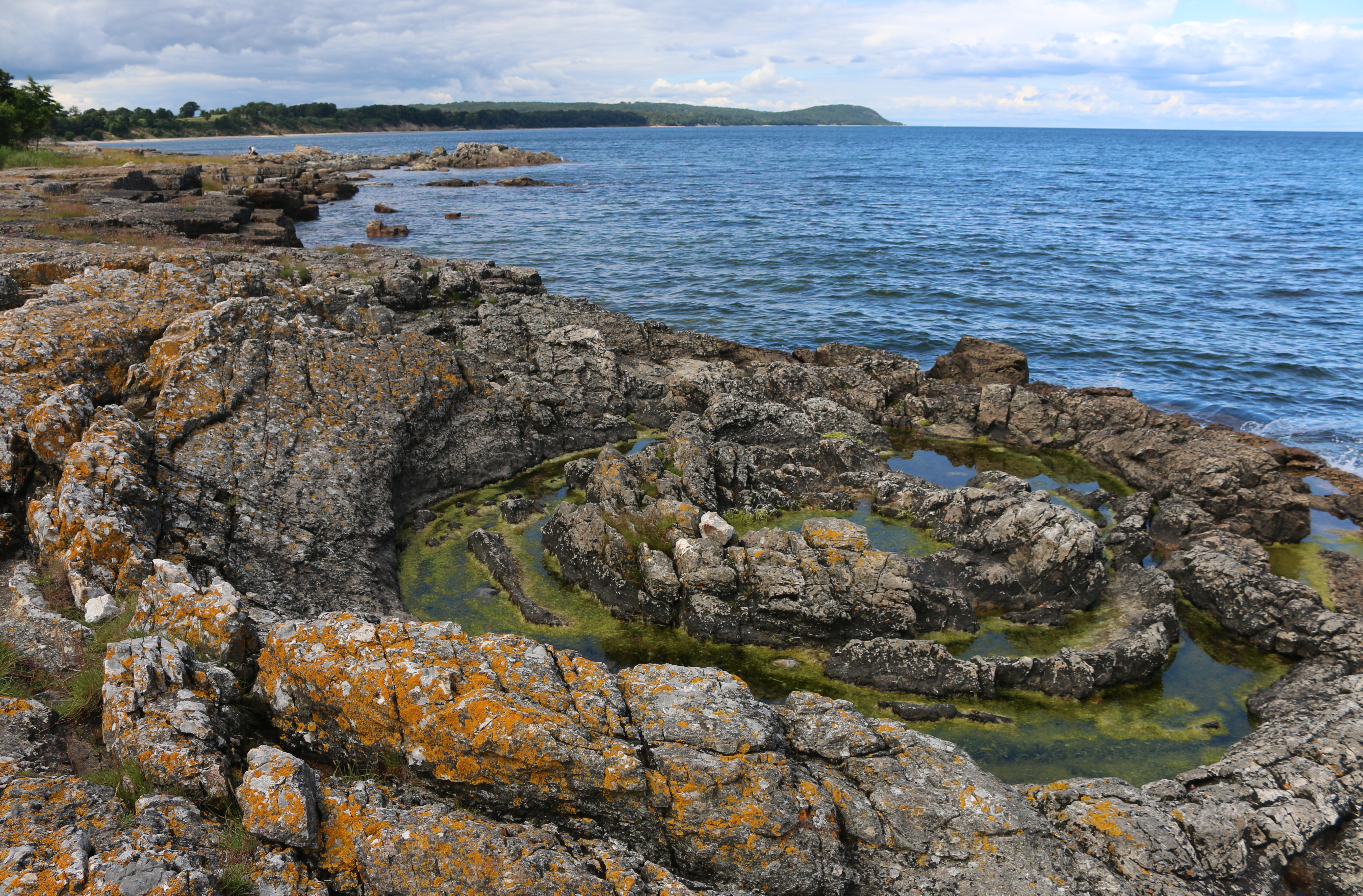
Prästens badkar, ein fossiler Sandvulkan

Prästens badkar (Deutsch: Des Priesters Badewanne) ist eine einzigartige geologische Formation aus dem Kambrium. Es handelt sich hierbei um einen fossilen Sandvulkan, welcher sich in Südschweden an der Ostseeküste beim Ort Vik (Österlen) befindet.
Dieser Sandvulkan besteht aus 500 Mio. altem Sandstein. Der ursprüngliche Sand war wassergesättigt, hatte eine geringe Lagerungsdichte und lag unter einer wasserundurchlässigen Schicht (Ton). Durch ein tektonisches Ereignis wurde der Boden unter Spannung gesetzt. Da Wasser inkompressibel ist, wurde auf den Boden ein sich nach allen Richtungen fortpflanzender Druck ausgeübt, sodass ein Porenwasserüberdruck entstand. Der Boden, welcher vorher noch ein festes Gefüge aufwies, wurde dadurch verflüssigt, wodurch die Scherfestigkeit stark abfiel.
Dieser breiförmige Boden wurde anschließend durch die hangende wasserundurchlässige Schicht nach oben gedrückt. Hierbei kam es zur Ausbildung einer Formation, die starke Ähnlichkeiten mit einem Vulkankegel aufweist.
An der Geländeoberfläche kam der Brei zur Ruhe und Wasser und Sand trennten sich wieder (Thixotropie).
Im Laufe der Zeit wurde der Sand überdeckt und im Zuge der Diagenese zu Sandstein umgewandelt.
Im Sandstein wurde das Spurenfossil Diplocraterion parallellum gefunden.